# BCR Open Romania 2007
BCR Open Romania 2007 — тенісний турнір, що проходив на ґрунтових кортах у місті Бухарест, Румунія з 10 вересня . Належав до категорії International Series, був турніром серії Romanian Open 2007 року.

## Фінальна частина

### Одиночний розряд
Жиль Сімон —  Віктор Генеску 4–6, 6–3, 6–2

### Парний розряд
Олівер Марах /  Міхал Мертиняк —  Мартін Гарсія /  Себастьян Прієто 7–6(7–2), 7–6(10–8)